# Arkadie Kouguell
Arkadie Kouguell (* 13. Dezember 1898 in Simferopol; † 20. November 1985 in New York) war ein amerikanischer Pianist, Komponist und Musikpädagoge jüdisch-russischer Herkunft.

## Leben und Werk
Arkadie Kouguell trat bereits als Neunjähriger öffentlich als Pianist auf. Als Elfjähriger nahm er an der Akademie für Musik und darstellende Kunst in Wien ein Studium auf und studierte von 1909 bis 1913 dort. 16-Jährig wechselte er an das Sankt Petersburger Konservatorium und studierte dort von 1914 bis 1917.
Kouguell wirkte dann einige Jahre als Direktor einer Musikakademie auf der Krim, bevor er 1922 nach Konstantinopel in der Türkei auswanderte. Von 1923 bis 1948 lebte er in Beirut. Er gründete und leitete von 1928 bis 1948 das Musikinstitut der amerikanischen Universität in Beirut.
Von 1948 bis 1952 lebte er in Paris. Hier wurde er zum Professor der École Normale de Musique de Paris ernannt. Er wurde gleichzeitig Mitglied der Prüfungsjury dieser Institution. Er wurde auch Mitglied der Gesellschaft von Schriftstellern und Komponisten in Paris sowie der Gesellschaft von Theaterautoren und Komponisten in Paris.
1952 zog Kouguell mit seiner Familie nach New York um und wirkte hier als Klavierlehrer. In den Vereinigten Staaten begann er, jüdische Musik zu komponieren, insbesondere zur Liturgie des Sabbathgottesdienstes, sowie allgemeinere Musikkompositionen.
Arkadie Kouguell trat auf Soloabenden und als Solist mit führenden Orchestern in Europa, im Nahen und im Mittleren Osten auf.

## Werke von  Arkadie Kouguell
Arkadie Kouguell schrieb Werke für Orchester, Chormusik, Kammermusik, Ballettmusik und Solostücke für Streicher, Gesang, Klavier und Holzbläser. Von seinen Kompositionen müssen genannt werden:
- Impressions of Damascus (1930).
- Rapsodie tartare für Orchester (1947).
- Klavierkonzert (1930).
- Klavierkonzert für die linke Hand (1934).
- Violoncellokonzert (1950).
- zwei Streichquartette.
- Violinsonate.
- zwei Violoncellosonaten.
- drei Klaviersonaten.